# Rhyacia xanthopasta
Rhyacia xanthopasta là một loài bướm đêm trong họ Noctuidae.